# Slaget vid Wittenweier
Slaget vid Wittenweier ägde rum den 9 augusti 1638 nära byn Wittenweier i Baden, som totalförstördes under striden. Den protestantiske befälhavaren Bernhard av Sachsen-Weimar, understödd av svenska och franska soldater, besegrade den kejserliga armén, under befäl av Federigo Savelli och Johann von Götzen.